# 三毛門駅
三毛門駅（みけかどえき）は、福岡県豊前市大字三毛門にある、九州旅客鉄道（JR九州）日豊本線の駅である。

## 歴史
- 1956年（昭和31年）2月11日：日本国有鉄道が開設[1]。建設費5,693,000円[2]は豊前市が負担した[3]。駅舎は木造モルタル造で、開業当時は1面1線だった[2]。
- 1961年（昭和36年）10月1日：行き違い設備を設置[4]（1面2線化[5]）。
- 1969年（昭和44年）9月19日：宇島駅 - 当駅間が複線化[6]。
- 1970年（昭和45年）
  - 6月25日：当駅 - 小倉駅起点49.94 km間が複線化[7]。
  - 10月1日：荷物扱い廃止[8]。無人化[9]。
- 1987年（昭和62年）4月1日：国鉄分割民営化により九州旅客鉄道が継承[10]。
- 2006年（平成18年）12月17日：駅舎を改装し、消防団倉庫兼待機所を併設[11]。
- 2009年（平成21年）3月1日：ICカードSUGOCAの利用を開始[12]。

## 駅構造

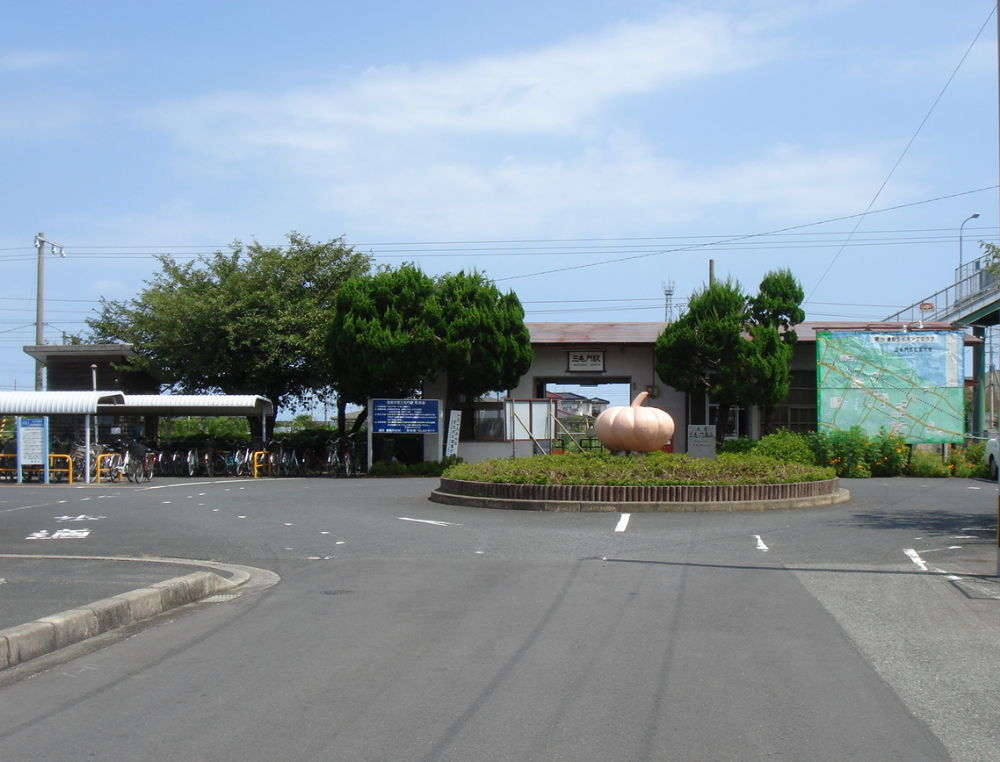
改装前の駅舎

駅前の三毛門かぼちゃ像

島式ホーム1面2線を有する地上駅である。改札口は南側の1ヶ所で、ホームとは跨線橋で結ばれている。
無人駅。駅本屋は残るも事務室部分は駐車場の管理所とされ、2006年からは消防団の倉庫も併設されている。自動改札機は設置されていないが、簡易SUGOCA改札機が設置されている。駅前広場にはこの地域の特産である三毛門かぼちゃの像がある。

### のりば
| のりば | 路線      | 方向 | 行先             |
| ------ | --------- | ---- | ---------------- |
| 1      | ■日豊本線 | 上り | 行橋・小倉方面   |
| 2      | ■日豊本線 | 下り | 中津・柳ケ浦方面 |

## 利用状況
- 1989年度（平成元年度）の1年間の乗客数は119,648人である[13]。
- 1990年度（平成2年度）の1年間の乗客数は120,283人である[13]。
- 1991年度（平成3年度）の1年間の乗客数は121,151人である[13]。
- 1992年度（平成4年度）の1年間の乗客数は117,623人である[13]。
- 1993年度（平成5年度）の1年間の乗客数は114,052人である[13]。

## 駅周辺
- 豊前三毛門郵便局
- 豊前市立三毛門小学校
- 豊前市バス（岩屋線・轟線の一部） - 西鉄バス中津 - 行橋線の廃止に伴い、2004年（平成16年）4月1日より駅前に乗り入れている。求菩提資料館行き[14]と轟（）行き[15]が運行されている。

## 隣の駅
九州旅客鉄道（JR九州）
■日豊本線
■快速
通過
■普通
宇島駅 - 三毛門駅 - 吉富駅